# Valentin Robu
Valentin Robu (Săbăoani, 17 de enero de 1967) es un deportista rumano que compitió en remo. Su esposa, Doina Ciucanu, compitió en el mismo deporte.
Participó en cuatro Juegos Olímpicos de Verano, obteniendo dos medallas, plata en Seúl 1988 (cuatro con timonel) y plata en Barcelona 1992 (ocho con timonel), el séptimo lugar en Atlanta 1996 (ocho con timonel) y el décimo en Sídney 2000 (cuatro sin timonel).
Ganó ocho medallas en el Campeonato Mundial de Remo entre los años 1989 y 1999.

## Palmarés internacional
| Juegos Olímpicos   | Juegos Olímpicos              | Juegos Olímpicos  | Juegos Olímpicos   |
| Año                | Lugar                         | Medalla           | Prueba             |
| ------------------ | ----------------------------- | ----------------- | ------------------ |
| 1988               | Seúl (Corea del Sur)          | Medalla de plata  | Cuatro con timonel |
| 1992               | Barcelona (España)            | Medalla de plata  | Ocho con timonel   |
| Campeonato Mundial |                               |                   |                    |
| Año                | Lugar                         | Medalla           | Prueba             |
| 1989               | Bled (Yugoslavia)             | Medalla de oro    | Cuatro con timonel |
| 1991               | Viena (Austria)               | Medalla de plata  | Cuatro con timonel |
| 1993               | Račice (República Checa)      | Medalla de plata  | Ocho con timonel   |
| 1994               | Indianápolis (Estados Unidos) | Medalla de oro    | Cuatro con timonel |
| 1994               | Indianápolis (Estados Unidos) | Medalla de bronce | Ocho con timonel   |
| 1997               | Aiguebelette (Francia)        | Medalla de plata  | Ocho con timonel   |
| 1998               | Colonia (Alemania)            | Medalla de bronce | Ocho con timonel   |
| 1999               | St. Catharines (Canadá)       | Medalla de bronce | Cuatro con timonel |